# Sertularia suensoni
Sertularia suensoni är en nässeldjursart som beskrevs av Levinsen 1914. Sertularia suensoni ingår i släktet Sertularia och familjen Sertulariidae. Inga underarter finns listade i Catalogue of Life.